# Ciril Veronek
Ciril Veronek, slovenski violinist, * 1923, † 2000. 
Veronek je študiral violino v razredu Karla Rupla na Akademiji za glasbo v Ljubljani. Skoraj vso svojo profesionalno kariero je posvetil pedagoškemu delu in bil mentor številnim izvrstnim slovenskim violinistom. Njegovi učenci so bili Primož Novšak, Mile Kosi, Črtomir Šiškovič, Monika Skalar, Miran Kolbl, itd. Za svoje pedagoško delo je Veronek prejel Škerjančevo nagrado. Med letoma 1955 in 1958 je deloval kot koncertni mojster Simfoničnega orkestra RTV Slovenija, od leta 1960 do upokojitve pa je deloval na Srednji glasbeni in baletni šoli v Ljubljani ter na Akademiji za glasbo v Ljubljani.